# Günther Zöller
Günther Zöller (* 1908 in Aachen; † 2002 in Aachen) war ein deutscher Major in der Zeit des Nationalsozialismus. 
Major Zöller war ab 1. März 1945 Kommandant der Heeresmunitionsanstalt Urlau in Leutkirch im Allgäu. Die Heeresmunitionsanstalt (Muna) sollte auf Grund des Nerobefehls auf Befehl der nationalsozialistischen Gauleitung mitsamt der dort eingelagerten tausenden Tonnen Giftgasmunition gesprengt werden. Die Sprengmunition hierfür wurde im April 1945 angebracht. Zöller gelang es jedoch, die befohlene Sprengung der Muna durch Befehlsverweigerung zu verhindern. Er übergab das Depot am 28. April 1945 an die anrückenden französischen Heereseinheiten und bewahrte das Allgäu damit vor einer Giftgaskatastrophe, die tausenden Menschen den Tod gebracht und den Landstrich auf lange Zeit unbewohnbar gemacht hätte.
Günther Zöller lebte nach dem Krieg wieder in Aachen, wo er als Ingenieur arbeitete. 

## Ehrungen
- 2009: Gedenkstele für Major Günther Zöller am Eingang des früheren Munageländes in Urlau.